# Supercoupe de l'UEFA 2009
La Supercoupe de l'UEFA 2009 est la 34e édition de la Supercoupe de l'UEFA. Elle oppose en un match unique de football disputé le 28 août 2009 le vainqueur de la Ligue des champions de l'UEFA 2008-2009 et le vainqueur de la Coupe UEFA 2008-2009, que sont respectivement le FC Barcelone et le Chakhtar Donetsk.
Le club espagnol du FC Barcelone remporte cette édition grâce à un but de Pedro sur une passe de Lionel Messi au cours de la prolongation. Lionel Messi est élu homme du match.

## Détails du match
| 28 août 2009 | FC Barcelone | 1 - 0 (a.p.) | Chakhtar Donetsk | Stade Louis-II, Monaco         |                                |
| 20:45 CEST   | Pedro 115e   |              |                  | Arbitrage : Frank De Bleeckere | Arbitrage : Frank De Bleeckere |
| 20:45 CEST   | Rapport      |              |                  | Arbitrage : Frank De Bleeckere | Arbitrage : Frank De Bleeckere |

| FC Barcelone | Chakhtar Donetsk |

| FC Barcelone:   |    |                    |
|                 |    |                    |
| GK              | 1  | Víctor Valdés      |
| RB              | 2  | Daniel Alves       |
| CB              | 5  | Carles Puyol (c)   |
| CB              | 3  | Gerard Piqué       |
| LB              | 22 | Éric Abidal        |
| DM              | 24 | Yaya Touré         |
| CM              | 6  | Xavi               |
| CM              | 15 | Seydou Keita       |
| RW              | 10 | Lionel Messi       |
| LW              | 14 | Thierry Henry      |
| CF              | 9  | Zlatan Ibrahimović |
| Remplaçants :   |    |                    |
| GK              | 13 | José Manuel Pinto  |
| DF              | 19 | Maxwell            |
| DF              | 33 | Marc Muniesa       |
| MF              | 16 | Sergio Busquets    |
| MF              | 17 | Pedro              |
| FW              | 7  | Eiður Guðjohnsen   |
| FW              | 11 | Bojan Krkić        |
| Entraîneur :    |    |                    |
| Josep Guardiola |    |                    |

| Chakhtar Donetsk: |    |                         |
|                   |    |                         |
| GK                | 30 | Andriy Pyatov           |
| RB                | 33 | Darijo Srna (c)         |
| CB                | 5  | Oleksandr Kucher        |
| CB                | 27 | Dmytro Chygrynskyi      |
| LB                | 26 | Răzvan Raţ              |
| CM                | 19 | Oleksiy Haï             |
| CM                | 3  | Tomáš Hübschman         |
| RW                | 11 | Ilsinho                 |
| LW                | 22 | Willian                 |
| SS                | 7  | Fernandinho             |
| CF                | 17 | Luiz Adriano            |
| Remplaçants :     |    |                         |
| GK                | 12 | Rustam Khudzhamov       |
| DF                | 36 | Oleksandr Chyzhov (en)  |
| MF                | 8  | Jádson                  |
| MF                | 14 | Vasyl Kobin             |
| MF                | 28 | Oleksiy Polyanskyi (en) |
| FW                | 21 | Oleksandr Gladkiy       |
| FW                | 77 | Julius Aghahowa         |
| Entraîneur :      |    |                         |
| Mircea Lucescu    |    |                         |

| Homme du match : Lionel Messi Arbitres assistants : Peter Hermans Walter Vromans Quatrième arbitre : Paul Allaerts |

| Supercoupe de l'UEFA 2009    |
| ---------------------------- |
| Drapeau de l'Espagne         |
| FC Barcelone Troisième titre |